# مونوفلوئورید ید
مونوفلوئورید ید (به انگلیسی: Iodine monofluoride) با فرمول شیمیایی FI یک ترکیب شیمیایی با شناسه پاب‌کم 139637 است. که جرم مولی آن 145.903 g/mol می‌باشد. شکل ظاهری این ترکیب، جامد قهوه‌ای ناپایدار است.